# E577
E577 eller Europaväg 577 är en europaväg som går från Ploiești till Buzău i Rumänien. Vägens längd är 70 kilometer.

## Sträckning
Ploiești - Buzău
Vägen beslutades läggas till år 2004, och infördes 2005.
Fram till år 2002 fanns en annan europaväg E577 i Ukraina, Moldavien och Rumänien som år bytte nummer till E584. Denna E587 står kvar på vissa vägkartor.

## Standard
Vägen är landsväg hela sträckan. 

## Anslutningar till andra europavägar
- E60
- E85